# FF Возничего
FF Возничего (лат. FF Aurigae) — одиночная переменная звезда в созвездии Возничего на расстоянии (вычисленном из значения параллакса) приблизительно 46067 световых лет (около 14124 парсеков) от Солнца. Видимая звёздная величина звезды — от +14,21m до +13,1m.

## Характеристики
FF Возничего — жёлто-белая пульсирующая переменная звезда, классическая цефеида (DCEP) спектрального класса F. Эффективная температура — около 5927 К.